# لافينيا فيشر
لافينيا فيشر (بالإنجليزية: Lavinia Fisher)‏ هي قاتلة متسلسلة أمريكية، ولدت في 1793 في تشارلستون في الولايات المتحدة، وتوفي بنفس المكان في 18 فبراير 1820 بسبب شنق.